# Lioubechiv
Lioubechiv (en ukrainien : Любешів) ou Lioubechov (en russe : Любешов) est une commune urbaine de l'oblast de Volhynie, en Ukraine. Sa population s'élevait à 5 702 habitants en 2022.

## Géographie
Lioubechiv est arrosée par la rivière Stokhid (en ukrainien : Стохід), un affluent de la Pripiat. Elle est située à 17 km au sud de la frontière biélorusse, à 113 km au nord de Loutsk, à 237 km au nord-nord-est de Lviv et à 381 km à l'ouest-nord-ouest de Kiev.

## Histoire
La première mention de Lioubechiv remonte à 1484. 

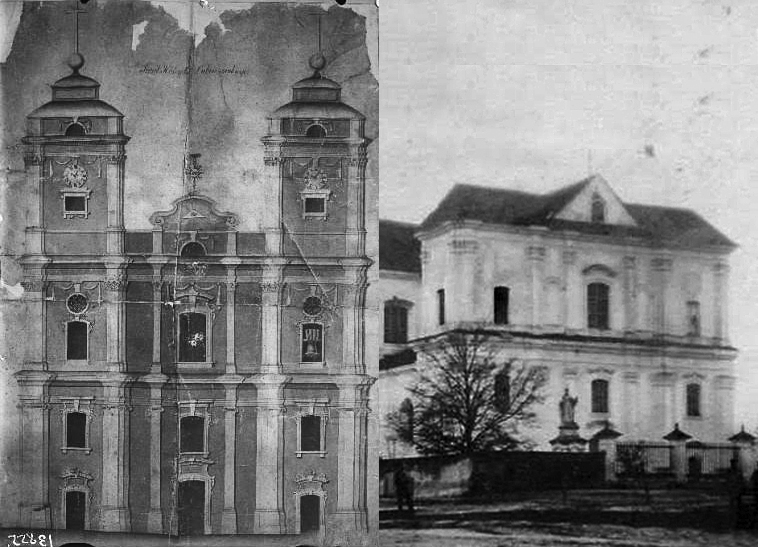
L'ancien monastère de Piarov et son église st-Jean.

En septembre 1939, à la suite de l'invasion de l'Ukraine occidentale par l'Armée rouge, Lioubechiv devint soviétique et fut élevée au statut de commune urbaine et de centre administratif de raïon en janvier 1940. Pendant la Seconde Guerre mondiale, Lioubechiv fut occupée par l'Allemagne nazie du 29 juin 1941 au 5 mars 1944. La région de Lioubechiv connut une importante activité des nationalistes ukrainiens de l'UPA pendant la guerre.
En 2020, la réforme administrative de l'Ukraine a supprimé le raïon de Lioubechiv, dont la commune était le chef-lieu, et l'a rattaché au raïon de Kamin-Kachyrskyï.
En mars 2022, la cave de l’ancien monastère détruit lors d'un bombardements de la Seconde Guerre mondiale est aménagée en casemate.

## Population
Recensements (*) ou estimations de la population :
| 1959* | 1970* | 1979* | 1989* | 2001* | 2010  |
| ----- | ----- | ----- | ----- | ----- | ----- |
| 4 352 | 2 338 | 3 420 | 4 974 | 5 646 | 5 591 |

| 2011  | 2012  | 2013  | 2014  | 2015  | 2016  |
| ----- | ----- | ----- | ----- | ----- | ----- |
| 5 627 | 5 688 | 5 731 | 5 774 | 5 819 | 5 802 |

| 2017  | 2018  | 2019  | 2020  | 2021  | 2022  |
| ----- | ----- | ----- | ----- | ----- | ----- |
| 5 793 | 5 762 | 5 702 | 5 710 | 5 704 | 5 702 |

## Galerie d'images

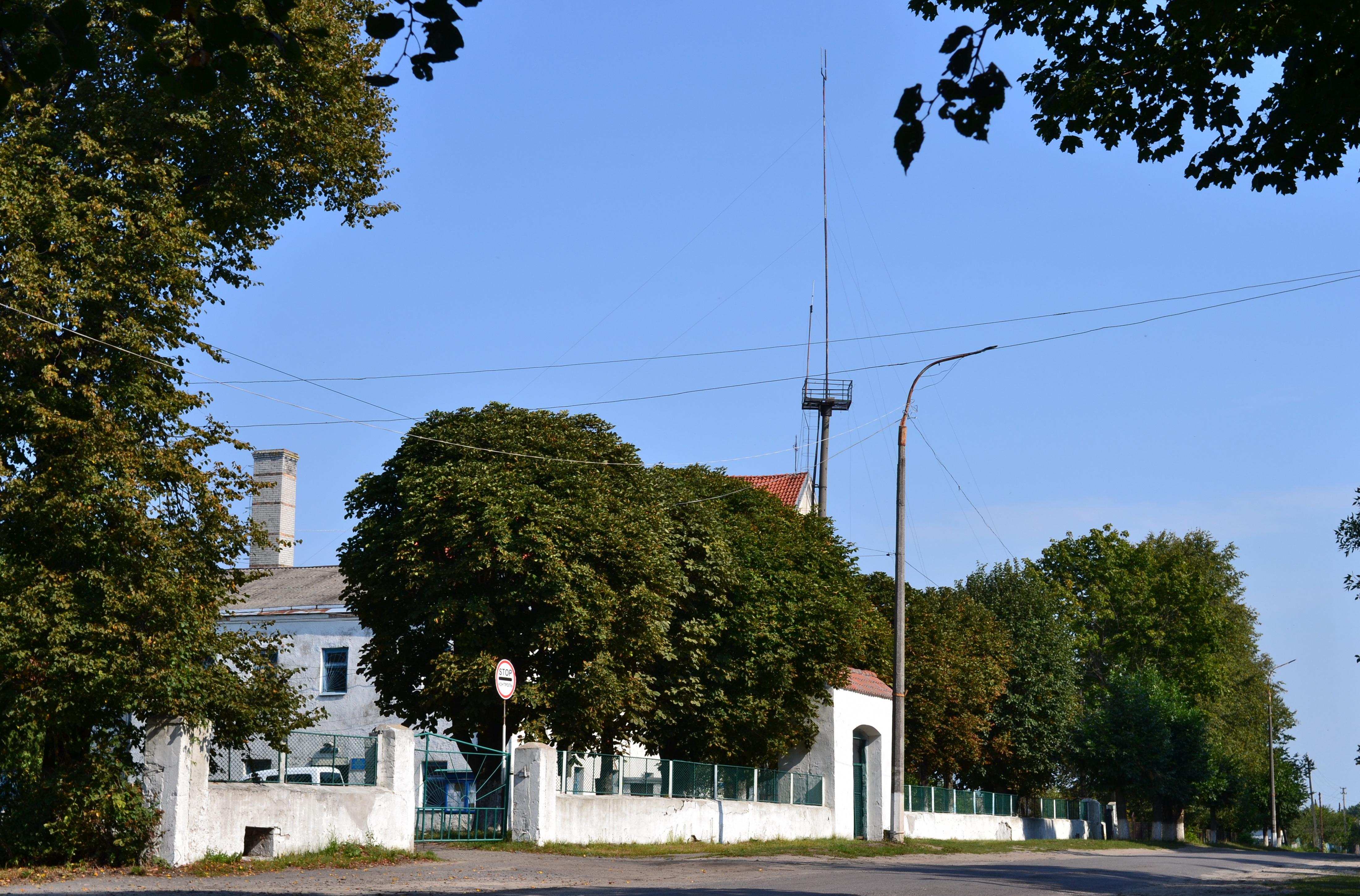
monastère dominicain classé[5].
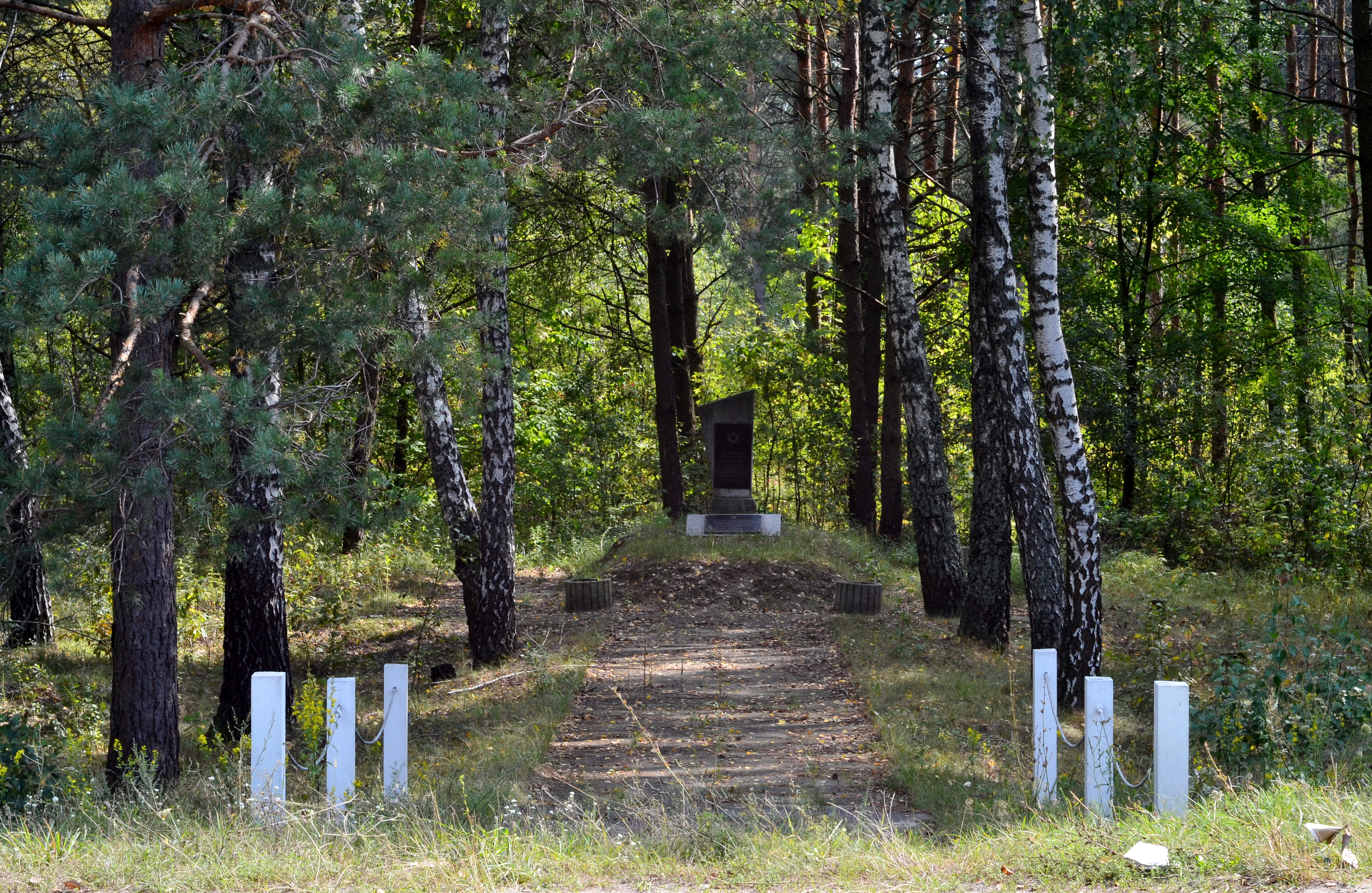
Mémorial au massacre des juifs classé[6].
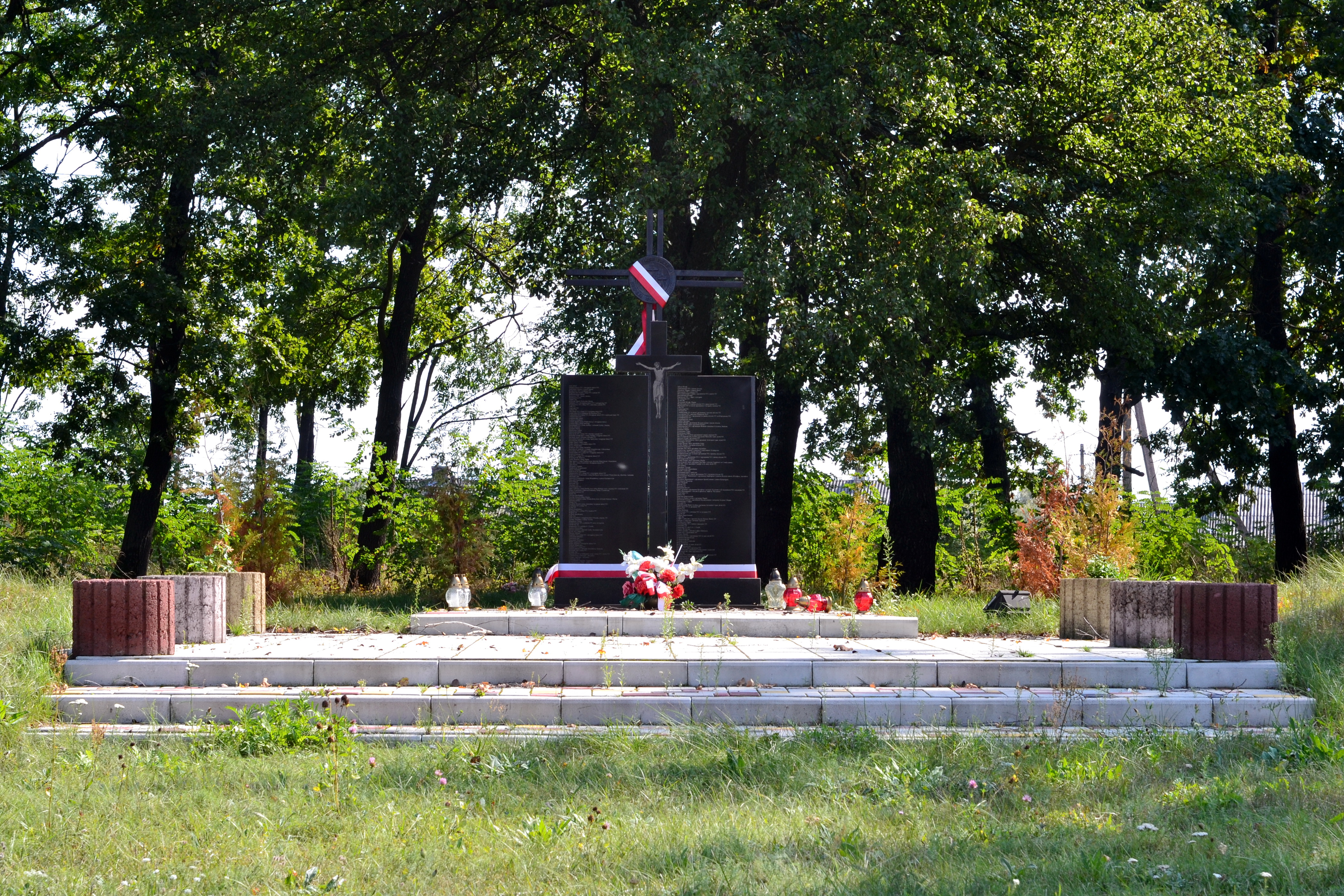
Monument du cimetière polonais classé[7].